# Stanislas Guerini
Stanislas Guerini   (París, 14 de maig de 1982) és un polític francès que exerceix com a ministre de Transformació i Serveis Públics al govern dels successius primers ministres Élisabeth Borne i Gabriel Attal des del 2022.
Abans d'entrar al govern, Guerini va exercir com a oficial executiu de La République En Marche! (LREM) des del 2018. Va succeir a Christophe Castaner, que havia dimitit després de ser nomenat ministre de l'Interior pel president Emmanuel Macron. Del 2017 al 2022, Guerini va ser membre de l'Assemblea Nacional per a la 3a circumscripció de París, que cobreix parts dels districtes 17è i 18è.
Stanislas Guerini es va graduar a HEC Paris el 2006.